# Tyrone Edgar
Tyrone Damien Edgar (* 29. März 1982 in Greenwich, London) ist ein ehemaliger britischer Leichtathlet.
Tyrone Edgar war Startläufer der britischen 4-mal-100-Meter-Staffel, die bei den Juniorenweltmeisterschaften 2000 die Goldmedaille gewann. Die Staffel lief in der Besetzung Tyrone Edgar, Dwayne Grant, Tim Benjamin und Mark Lewis-Francis. 2003 wechselte Edgar in die Vereinigten Staaten und ging zuerst auf ein College in Kansas und dann auf die Texas A&M University. In den nächsten Jahren nahm Edgar zwar an mehreren großen Meisterschaften wie den Hallenweltmeisterschaften 2004 und Europameisterschaften 2006 teil, schied aber jeweils im Viertelfinale aus. Bei den Olympischen Spielen 2008 in Peking erreichte er das Halbfinale, schied aber mit der britischen Staffel im Vorlauf aus. Auch bei den Weltmeisterschaften 2009 in Berlin erreichte Edgar das Halbfinale, durfte aber nach einem Fehlstart nicht zum eigentlichen Lauf antreten. Die britische 4-mal-100-Meter-Staffel in der Besetzung Simeon Williamson, Tyrone Edgar, Marlon Devonish und Harry Aikines-Aryeetey gewann in 38,02 s die Bronzemedaille hinter den Staffeln aus Jamaika und aus Trinidad und Tobago. 2012 beendete er seine Sportkarriere.
Edgars Wettkampfgewicht betrug 84 kg bei einer Körpergröße von 1,83 m. Seine Bestzeit über 100 Meter stellte er 2008 mit 10,06 s auf.